# Epimetopus latisoides
Epimetopus latisoides (лат.) — вид жуков рода Epimetopus из семейства Epimetopidae. Панама.

## Описание
Водные жуки мелкого размера, вытянутой формы, слабо выпуклые. Длина тела около 1,5 мм. Голова чёрная, дорзум красный, вентер и тазики темно-коричневые, максиллярные щупики коричневые. Габитус этого вида очень похож на габитус некоторых других представителей группы E. costatus; отличается строением эдеагуса, который сходен с E. latus тем, что парамеры очень широкие, с прямыми или почти прямыми медиальными краями и с двумя очень маленькими щетинками на вершине каждого. Однако у E. latisoides эдеагус намного меньше, срединная лопасть уже, а вершина имеет несколько иную форму. Углубления передних тазиков закрытые сзади; метастернум с однообразной скульптурой, без отграниченной гладкой области. Пронотум нависает над головой в виде выступа. Усики состоят из 9 антенномеров. Глаза крупные. Лапки 5-члениковые.

## Таксономия
Вид был впервые описан в 2012 году в ходе родовой ревизии, проведённой американским колеоптерологом Филипом Перкинсом и назван E. latisoides в связи со сходство эдеагуса с видом E. latus.